# نورآباد (حسین‌آباد)
نورآباد یک منطقهٔ مسکونی در ایران است که در دهستان حسین‌آباد واقع شده‌است. براساس سرشماری مرکز آمار ایران در سال ۱۳۹۵، نورآباد ۲۹۵ نفر جمعیت دارد.